# Санация полости рта
Сана́ция по́лости рта (от лат. sanatio «лечение, оздоровление») — комплекс лечебно-профилактических мероприятий по оздоровлению полости рта, выявлению и устранению патологических изменений и функциональных нарушений органов полости рта, предупреждению стоматологических заболеваний. Является основным компонентом стоматологической профилактики.
Включает лечение кариеса зубов и его осложнений — пульпита и периодонтита, устранение дефектов тканей зуба не кариозной природы путём пломбирования, исправление деформированных зубов и челюстей, протезирование, удаление зубного камня, устранение очагов инфекции и интоксикации, удаление зубов, ортодонтическое и ортопедическое лечение.
Наиболее эффективной считается санация, проводимая на протяжении продолжительного времени одним специалистом, особенно в случае патологических процессов.

## Показания
- Детям дошкольного и школьного возраста (рекомендуется 2-3 раза в год).
- Женщинам во время беременности.
- Работающим на вредном производстве, или в условиях, способствующих развитию патологии зубов, например на производстве химикатов, кислот или кондитерских изделий.
- Наличие хронических заболеваний.
- Перед хирургическим вмешательством.